# Erzsébetváros (Temesvár)
Erzsébetváros (korábban Józsefkülváros, románul: Elisabetin, németül: Elisabethstadt) Temesvár városrésze Temes megyében, Romániában. A hagyományos számozás szerint III. kerület, de közigazgatási szerepe nincsen. Józsefváros régi városnegyed városi helyszín néven (a szomszédos Józsefvároshoz kapcsolódva) jelentős része műemléki védelem alatt áll; ez a romániai műemlékek jegyzékében a TM-II-s-B-06098 sorszámon szerepel.

## Földrajz
Erzsébetváros Temesvár déli–délnyugati részén található. A Józsefvárostól az 1989. december 16. sugárút (Bulevardul 16 Decembrie 1989, korábban Hunyadi út)–Sági út (Calea Șagului) választja el.

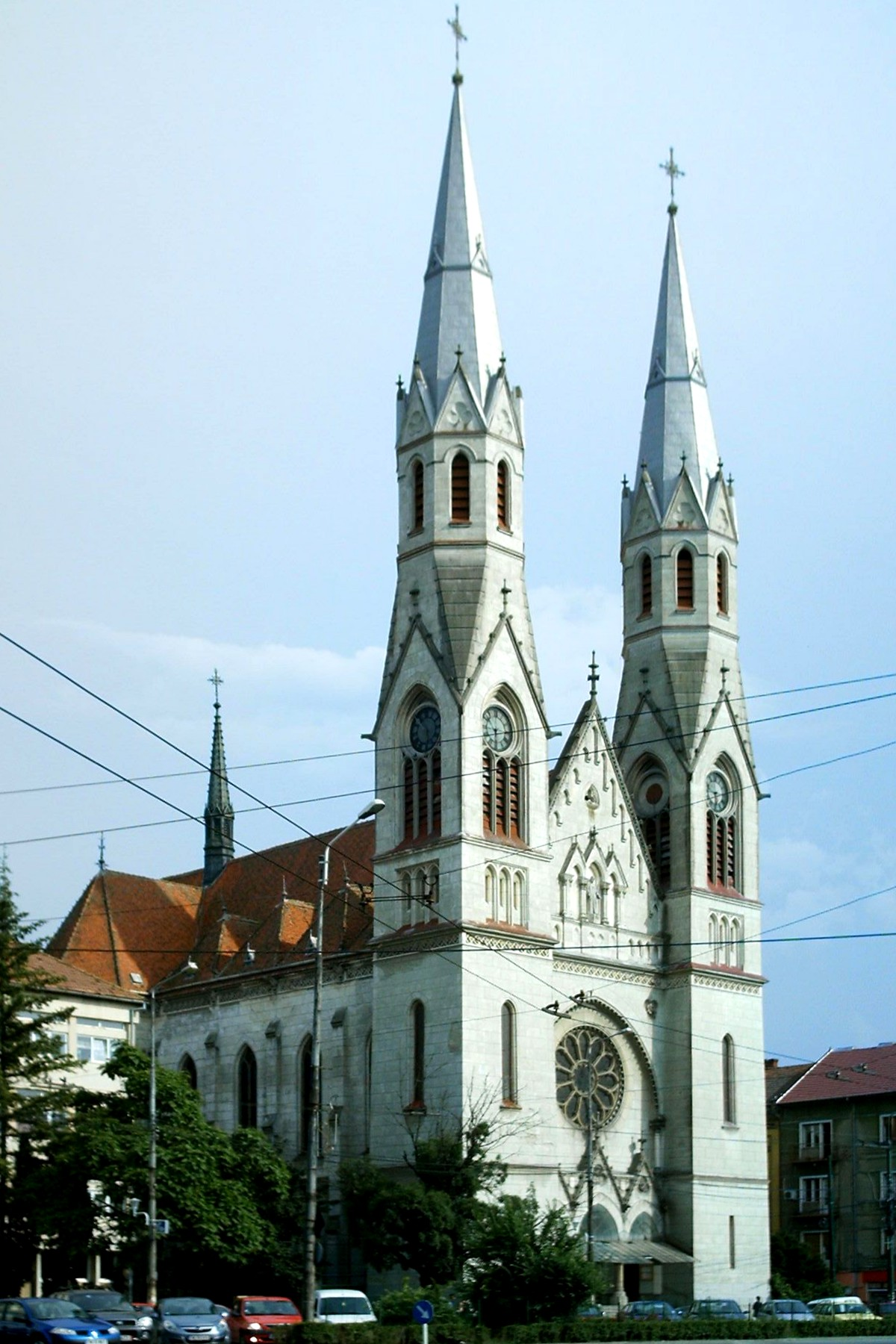
A neogótikus Jézus szíve templom

## Történelem
1718-ban jött létre a Régi Majorok nevű külváros, melyet 1744-ben nyilvánítottak külön városrésznek. Két részre oszlott: keleti része Oláh Majorok néven a Király utca (ma Strada Memorandului), Rezső utca (ma Strada Cozia) és Temető utca (ma Strada Diaconul Coresi) térségében, nyugati része pedig a Német Majorok néven. 1784-ben épült fel az ortodox Istenanya elszenderülése templom a Templom téren (Piața Bisericii). Hosszú ideig a legelmaradottabb városrésznek számított.
1858-ban indult el a forgalom a  Temesvár–Jaszenova–Báziás-vasútvonalon. Eredeti nyomvonala a Józsefvárosi pályaudvar felől a Püspök híd (ma Vitéz Mihály híd) melletti vashídon keresztezte a Béga-csatornát, és onnan szinte egyenesen dél-délnyugat felé tartva, az Erzsébetvárosi temető mellett elhaladva érte el a mai nyomvonalat. Mivel idővel akadályává vált a város fejlődésének, ezért 1932-ben áthelyezték mai nyomvonalára, azóta vezet nyugat felé, a Módosi hídon át.
Erzsébetváros mai nevét 1896-ban kapta Erzsébet magyar királyné (Sisi) tiszteletére. 1898-ban a Dózsa György utca (Strada Gheorghe Doja) mentén kialakították az Erzsébet-ligetet (ma Parcul Carmen Sylva), 1900 után pedig a Dózsa tér (ma Piața Plevnei) kis parkját. 1912 és 1919 között épült fel a Telekház téren (ma Nicolae Bălcescu tér, Piața Nicolae Bălcescu) Salkovics Károly tervei alapján a kéttornyú neogótikus Jézus szíve templom.

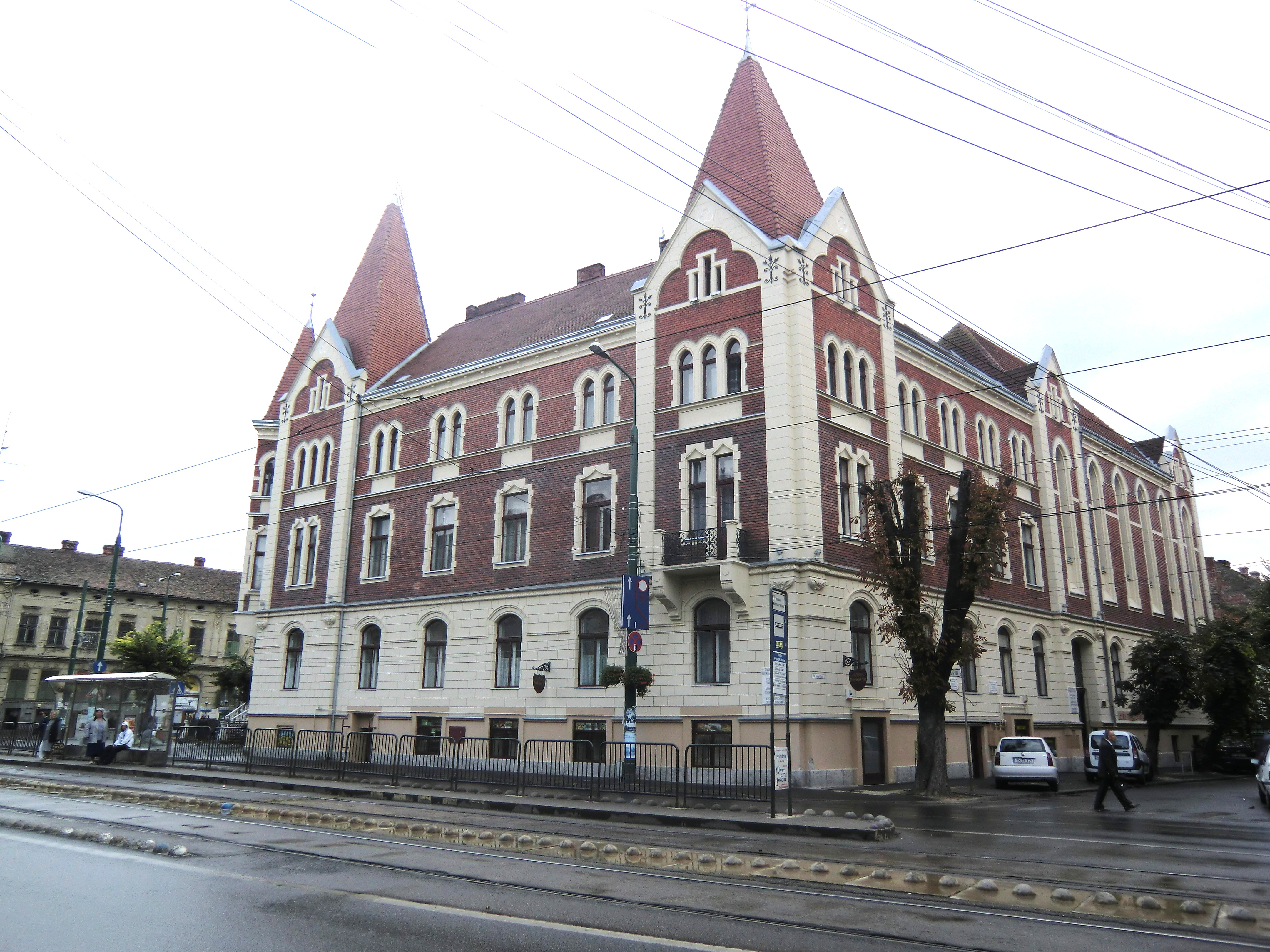
A Belvárosi református templom

A városrészben két jelentős virágkertészet működött: a Mühle cég 17 nagy üveg- és melegházat működtetett összesen 3200 négyzetméteres területen, valamint a Niemetz cég. A Püspök úton (ma Bulevardul Mihai Viteazul) működött a Wegenstein Lipót és Fiai Orgonagyár.
A trianoni békeszerződés után, 1931 és 1936 között épült fel Victor Vlad tervei alapján a Piața Alexandru Mocionin (korábban József tér) egy templomcsarnokból, haranglábból, lelkészi hivatalból és paplakból álló épületegyüttes, mely 1939-től 1946-ig (a Belvárosban épült új katedrális elkészültéig) az itteni román ortodox püspökség székesegyházaként működött.
A Mária tér mellett álló Belvárosi református templomtól, a Tőkés László lelkész kilakoltatása elleni tiltakozással indult az 1989-es romániai forradalom.

## Közlekedés
A Béga-csatornán átívelő temesvári hidak közül kettő Erzsébetvárost köti össze a Belvárossal: a Vitéz Mihály híd (korábban Podul Mitropolit Andrei Șaguna, Podul Tinereții, Püspök híd) és a Michelangelo híd (podul Michelangelo).

## Turizmus
Látnivalók:
- Jézus szíve templom(wd)
- Istenanya elszenderülése templom(wd)
- Mária-szobor
- Belvárosi református templom(wd)
- Carmen Sylva park, Székely László mellszobra